# Phidippus kastoni
Phidippus kastoni là một loài nhện trong họ Salticidae.
Loài này thuộc chi Phidippus. Phidippus kastoni được Edwards miêu tả năm 2004.